# Yves Sillard
Yves Sillard (n. 5 ianuarie 1936, Coutances, Basse-Normandie, Franța – d. 12 aprilie 2023, Avignon, Grand Avignon⁠(d), Franța) a fost un inginer și aviator francez.

## Biografie
A absolvit Institutul Politehnic din Franța (X1954) și Școala Superioară de Aerotehnică (SUPAERO).
A participat la construirea Centrului Spațial din Guyana (CSG). În 1964 a fost numit la Secretariatul General pentru Aviație Civilă în calitate de șef al programului Concorde (primul avion comercial cu reacție).
În 1976 a devenit director general al CNES, sub președinția lui Hubert Curien, până în 1982. Acolo, el a participat la crearea grupului GEPAN (Groupe d'étude des phénomènes aérospatiaux non-identifiés - Grupul de studiu al fenomenelor aerospațiale neidentificate).
Din 1982 până în 1988 a fost director executiv al IFREMER.
A fost numit Delegat General pentru Armamente, la Ministrul Apărării, în perioada 1989 - 1993.
Din aprilie 1997 a fost șeful misiunii pentru politici spațiale de pe lângă Ministrul Apărării.
La 19 ianuarie 1998, secretarul general NATO, Javier Solana, l-a numit Secretar General Adjunct pentru proiecte științifice și de mediu.
Din septembrie 2005 a condus comitetul director GEIPAN. La cererea președintelui Jacques Chirac, a participat la desecretizarea unor documente clasificate anterior cu privire la unele fenomene neidentificate aerospațiale (de obicei cunoscute sub numele de OZN-uri). Yves Sillard a fost în favoarea ipotezei extraterestre privind fenomenul OZN (sau fenomene neidentificate aerospațiale- nume acceptat de comunitatea științifică).

## Lucrări publicate
- « Les lanceurs de satellites », La Recherche, nr. 66, aprilie 1976, p. 316
- « Phénomènes aérospatiaux non identifiés, un défi à la Science » ("Fenomenele aerospatiale neidentificate, o provocare pentru știință"), colectiv de muncă științific sub conducerea lui, aprilie 2007, Editura Le Cherche Midi